# ماریلین بلک
ماریلین بلک (انگلیسی: Marilyn Black؛ زادهٔ ۲۰ مهٔ ۱۹۴۴) دونده اهل استرالیا است.